# 엘라가발루스
엘라가발루스(Elagabalus, 203년 무렵 ~ 222년 3월 11일)는 로마 제국의 23대 황제이며, 엘라가발루스신의 제사장을 역임한 것에서 황제 별명이 붙었다.

## 생애
흔히 괴팍한 행동과 장난을 많이 친 황제로 유명하다. 217년 카라칼라 황제가 마크리누스에게 살해당하고 마크리누스가 황제에게 올랐으나 218년 할머니 율리아 마이사 등이 군대를 결성하여 마크리누스를 살해한 후 폐위시키고 엘라가발루스를 황제에 올렸다.
엘라가발루스는 최초의 동방 출신 로마 황제였으며 마음에 들지 않는 장군을 처형하고 로마 왕국이 건국되기 이전에 믿었던 바알신을 강제로 믿게 해서 당시 사람들을 놀라게 했으며, 자기가 살던 지방의 이방인들을 불러들였다. 또한 곤충과 동물을 좋아해 거미줄을 수집하기도 했고 각종 동물들을 자기 마차에 올려놓기도 했다. 게다가 파티에는 손님들에게 유리로 만든 음식을 대접했으며, 제대로 된 음식에도 거미를 넣거나 말똥을 섞기도 했다. 또 다른 파티에는 꽃잎을 마구 퍼부어보자는 계획을 세웠는데 꽃잎을 너무 많이 퍼부어 몇 명이 질식하여 죽었다. 어떤 때에는 거대한 목욕탕을 지었는데 한 번만 사용하고 부숴 버렸다. 또한 그는 극심한 동성애자로, 로마 제국의 동성애자 탄압 정책을 없애려고 하다가 실패한 적도 있다.
이렇게 황제가 괴팍한 행동과 장난을 많이 치자 국고는 바닥나기 시작했고 이에 분노한 할머니 마이사가 너무 일찍 동생 알렉산데르를 후계자로 결정하자, 근위대장을 시켜 마이사와 알렉산데르를 죽이려하다가 222년 3월 11일 어머니 율리아 소아이미아스와 함께 근위대장에게 살해되었다.

## 같이 보기
- 로마 황제 연대표